# Beyond The Dream
「Beyond The Dream」（ビヨンド ザ ドリーム）は、2017年2月1日に発売されたキャラクターソングシングル。

## 概要
Mobageのソーシャルゲーム『アイドルマスター SideM』のキャラクターソングCDシングル。作詞をBNSIの柿埜嘉奈子、作曲をEFFYが手がけた。発売元はランティス。
作中に登場するアイドル46名全員で歌う楽曲となっており、全員用のテーマソングは「THE IDOLM@STER SideM ST@RTING LINE」シリーズに収録されていた「DRIVE A LIVE」に続く2曲目となる。
シングルには作中に登場するアイドル46人全員によるバージョンと各属性（フィジカル・インテリ・メンタル）に所属するアイドルによるバージョンが収録されている。

## 収録曲
1. Beyond The Dream
歌：315プロダクション所属アイドル[メンバー 1]
作詞：BNSI（柿埜嘉奈子）、作曲・編曲：EFFY
2. Beyond The Dream（フィジカル Ver.）
歌：315プロダクション所属アイドル（フィジカル）[メンバー 2]
3. Beyond The Dream（インテリ Ver.）
歌：315プロダクション所属アイドル（インテリ）[メンバー 3]
4. Beyond The Dream（メンタル Ver.）
歌：315プロダクション所属アイドル（メンタル）[メンバー 4]

### ユニットメンバー
1. 1 2  天ヶ瀬冬馬（寺島拓篤）、御手洗翔太（松岡禎丞）、伊集院北斗（神原大地）、天道輝（仲村宗悟）、桜庭薫（内田雄馬）、柏木翼（八代拓）、都築圭（土岐隼一）、神楽麗（永野由祐）、鷹城恭二（梅原裕一郎）、ピエール（堀江瞬）、渡辺みのり（高塚智人）、伊瀬谷四季（野上翔）、秋山隼人（千葉翔也）、若里春名（白井悠介）、冬美旬（永塚拓馬）、榊夏来（渡辺紘）、蒼井享介（山谷祥生）、蒼井悠介（菊池勇成）、硲道夫（伊東健人）、舞田類（榎木淳弥）、山下次郎（中島ヨシキ）、清澄九郎（中田祐矢）、猫柳キリオ（山下大輝）、華村翔真（バレッタ裕）、握野英雄（熊谷健太郎）、木村龍（濱健人）、信玄誠司（増元拓也）、紅井朱雀（益山武明）、黒野玄武（深町寿成）、神谷幸広（狩野翔）、東雲荘一郎（天﨑滉平）、アスラン＝ベルゼビュートII世（古川慎）、卯月巻緒（児玉卓也）、水嶋咲（小林大紀）、大河タケル（寺島惇太）、円城寺道流（濱野大輝）、牙崎漣（小松昌平）、岡村直央（矢野奨吾）、橘志狼（古畑恵介）、姫野かのん（村瀬歩）、秋月涼（三瓶由布子）、兜大吾（浦尾岳大）、九十九一希（徳武竜也）、葛之葉雨彦（笠間淳）、北村想楽（汐谷文康）、古論クリス（駒田航）
2. ↑  天ヶ瀬冬馬（寺島拓篤）、天道輝（仲村宗悟）、渡辺みのり（高塚智人）、木村龍（濱健人）、秋山隼人（千葉翔也）、伊瀬谷四季（野上翔）、紅井朱雀（益山武明）、アスラン＝ベルゼビュートII世（古川慎）、水嶋咲（小林大紀）、橘志狼（古畑恵介）、大河タケル（寺島惇太）、円城寺道流（濱野大輝）、牙崎漣（小松昌平）、兜大吾（浦尾岳大）
3. ↑  伊集院北斗（神原大地）、桜庭薫（内田雄馬）、神楽麗（永野由祐）、鷹城恭二（梅原裕一郎）、蒼井享介（山谷祥生）、握野英雄（熊谷健太郎）、猫柳キリオ（山下大輝）、冬美旬（永塚拓馬）、榊夏来（渡辺紘）、黒野玄武（深町寿成）、東雲荘一郎（天﨑滉平）、岡村直央（矢野奨吾）、硲道夫（伊東健人）、山下次郎（中島ヨシキ）、九十九一希（徳武竜也）、葛之葉雨彦（笠間淳）、古論クリス（駒田航）
4. ↑  御手洗翔太（松岡禎丞）、柏木翼（八代拓）、都築圭（土岐隼一）、ピエール（堀江瞬）、蒼井悠介（菊池勇成）、信玄誠司（増元拓也）、華村翔真（バレッタ裕）、清澄九郎（中田祐矢）、若里春名（白井悠介）、神谷幸広（狩野翔）、卯月巻緒（児玉卓也）、姫野かのん（村瀬歩）、舞田類（榎木淳弥）、秋月涼（三瓶由布子）、北村想楽（汐谷文康）